# بيل نيل
بيل نيل هو متزلج فني كندي، ولد في 9 مارس 1943.

## وصلات خارجية
- بيل نيل على موقع أوليمبيديا (الإنجليزية)